# 意義論
意義論（いぎろん、英: Semasiology；希: σημασία（意味作用）に由来）は、疑問「単語 X は何を意味しているか」を考究する言語学の一分野である。単語の発音のされ方によらずに単語の意味を研究することを特徴とする。語彙論の一分野であるオノマシオロジーが、概念や対象から出発してその名称を問う、つまり「X をどう表現するか」を問うのに対し、意義論は単語から出発してその意味を問う。